# Liste des bourgmestres de Verviers
Liste des bourgmestres de Verviers depuis l'indépendance de la Belgique.
Des bourgmestres existent dans cette entité depuis 1650.
- 1830-1838 Pierre David
- 1839-1845 Charles Warnotte
- 1846-1849 Jean-Hubert Vandresse-Vervier
- 1849-1854 Edouard Herla
- 1854-1885 Jean-François Ortmans-Hauzeur
- 1885-1891 Simon-Abraham Lobet
- 1891-1920 Eugène-Jean Mullendorff-Sirtaine
- 1920-1921 Jules Spinhayer
- 1921-1940 Lucien Defays (destitué par l'occupant)
- 1940-1941 Emile Burguet, faisant fonction
- 1941-1942 Paul Simon (rexiste)
- 1942: Charles Hénault (rexiste)
- 1942-1944 Albert Brouwers (rexiste)
- 1944-1947 Lucien Defays
- 1947-1952 Mathieu Duchesne
- 1953-1957 Adrien Houget
- 1956-1958 Prosper Herla (ff., puis nommé)
- 1958-1964 Edmond Domken
- 1965-1976 Marcel Counson
- 1977-1978 Hubert Parotte
- 1978-1982 Henri Leclercq
- 1983-1988 Jean-Marie Raxhon (PSC)
- 1989-1994 André Damseaux (PRL)
- 1995-1996 Melchior Wathelet (PSC)
- 1996-2000 Jean-Marie Raxhon (PSC)
- 2001-2012 Claude Desama (PS) (majorité PS-PSC puis PS-MR)
- 2013-2015 Marc Elsen (CDH) (majorité CDH-MR)
- 2015-2024 Muriel Targnion (PS) (majorité PS-CDH puis PS-MR-Nouveau Verviers)
- 2024-.... Maxime Degey (MR) (majorité Ensemble Verviers (MR-Les Engagés - PS-IC)